# Mohamed Abd El-Fatah
Mohamed Ibrahim Abd El-Fatah Mohamed, noto anche come Mohamed Mohamed (in arabo محمد ابراهيم عبد الفتاح محمد‎?; Suez, 4 febbraio 1978), è un ex lottatore egiziano naturalizzato bahreinita, specializzato nella lotta greco-romana e lotta libera.

## Biografia
Ha rappresentato l'Egitto a tre edizioni dei Giochi olimpici estivi: Sydney 2000, in cui si è piazzato ottavo, Atene 2004, dove è stato squalificato per comportamento antisportivo a seguito della sua protesta dopo la fine dei quarti di finale, e Londra 2012, ai quali si è classificato tredicesimo.

## Palmarès
| Anno                           | Manifestazione              | Sede         | Evento    | Risultato | Note |
| ------------------------------ | --------------------------- | ------------ | --------- | --------- | ---- |
| In rappresentanza dell' Egitto |                             |              |           |           |      |
| 1997                           | Giochi panarabi             | Damasco      | GR 83 kg  | Oro       |      |
| 1998                           | Campionati africani         | Il Cairo     | GR 76 kg  | Oro       |      |
| 1998                           | Mondiali junior             | Il Cairo     | GR 76 kg  | Argento   |      |
| 1999                           | Giochi panafricani          | Johannesburg | GR 85 kg  | Oro       |      |
| 1999                           | Giochi panafricani          | Johannesburg | LL 85 kg  | Oro       |      |
| 2000                           | Campionati africani         | ?            | GR 85 kg  | Oro       |      |
| 2000                           | Giochi olimpici             | Sydney       | GR 85 kg  | 8º        |      |
| 2001                           | Giochi del Mediterraneo     | Tunisi       | GR 85 kg  | Oro       |      |
| 2002                           | Campionati africani         | Il Cairo     | GR 84 kg  | Oro       |      |
| 2002                           | Mondiali                    | Mosca        | GR 84 kg  | Bronzo    |      |
| 2003                           | Mondiali                    | Créteil      | GR 84 kg  | 19º       |      |
| 2003                           | Giochi olimpici             | Sydney       | GR 84 kg  | dq        |      |
| 2005                           | Giochi del Mediterraneo     | Almería      | GR 84 kg  | Oro       |      |
| 2005                           | Mondiali                    | Budapest     | GR 84 kg  | 14º       |      |
| 2006                           | Mondiali                    | Canton       | GR 84 kg  | Oro       |      |
| 2010                           | Campionati del Mediterraneo | Istanbul     | GR 96 kg  | Oro       |      |
| 2010                           | Campionati africani         | Il Cairo     | GR 96 kg  | Oro       |      |
| 2010                           | Mondiali                    | Mosca        | GR 96 kg  | 17º       |      |
| 2011                           | Mondiali                    | Istanbul     | GR 96 kg  | 5º        |      |
| 2012                           | Giochi olimpici             | Londra       | GR 96 kg  | 13º       |      |
| 2013                           | Giochi del Mediterraneo     | Mersin       | GR 120 kg | Bronzo    |      |
| 2015                           | Giochi mondiali militari    | Mungyeong    | GR 86 kg  | 14º       |      |
| In rappresentanza del Bahrein  |                             |              |           |           |      |
| 2015                           | Campionati asiatici         | Doha         | GR 130 kg | 7º        |      |
| 2016                           | Campionati asiatici         | Bangkok      | GR 98 kg  | Bronzo    |      |